# 托克西耶尔-米特里
托克西耶尔-米特里（法語：Tauxières-Mutry，法語發音：[toksjɛʁ mytʁi]）是法国马恩省的一个旧市镇，属于埃佩尔奈区。托克西耶尔-米特里于1883年由原市镇托克西耶尔（Tauxières）和米特里（Mutry）合并而成。2016年，托克西耶尔-米特里与市镇卢瓦合并为新市镇瓦勒德利夫尔。

## 地理
托克西耶尔-米特里（49°5'29"N, 4°6'13"E）面积10.17 平方千米，位于法国大東部大區马恩省，该省份为法国东北部内陆省份，北起阿登省，西北接埃纳省，西南接塞纳-马恩省，南至奥布省，东南接上马恩省，东临默兹省。
与托克西耶尔-米特里接壤的市镇（或旧市镇、城区）包括：塞尔沃城。

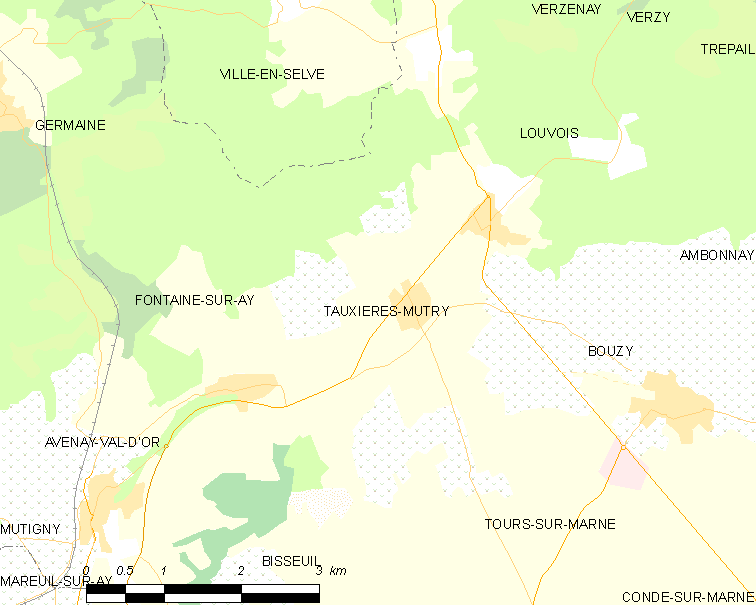
托克西耶尔-米特里的OSM定位图

托克西耶尔-米特里的时区为UTC+01:00、UTC+02:00（夏令时）。

## 行政
托克西耶尔-米特里的邮政编码为51150，INSEE市镇编码为51564。

## 政治
托克西耶尔-米特里所属的省级选区为埃佩尔奈第一县。

## 人口

1962-2008年间托克西耶尔-米特里人口变化图示

托克西耶尔-米特里于2018年1月1日时的人口数量为285人。